# Ramal F18 del Ferrocarril Belgrano
El Ramal F18 pertenecía al Ferrocarril General Belgrano, Argentina.

## Ubicación
Se hallaba en la provincia del Chaco dentro de los departamentos Tapenagá y San Lorenzo.

## Características
Era un ramal secundario de la red de vía estrecha del Ferrocarril General Belgrano, cuya extensión era de 37,5 km entre Haumonia y Villa Berthet. Fue abierto al tránsito en 1912 por el Ferrocarril Provincial de Santa Fe. 
Fue clausurado y levantado mediante Decreto Nacional 2294/77 el 5 de agosto de 1977. Sus vías y durmientes se encuentran abandonadas y en ruinas.